# Церковь Николая Чудотворца (Нелжа)
Церковь Николая Чудотворца — православный храм Воронежской епархии. Расположена в селе Нелжа Рамонского района Воронежской области.

## История
Селение под названием Нелжинский починок возникло в начале XVII века. В 1624 году воронежские атаманы Борис Каменное Ожерелье и Василий Шайдура получили земли близ этого починка. Возникшее поселение упоминается как атаманское село с церковью или «Борисово село Нелжа». В 1641 году Нелжа была разорена и сожжена татарами, заново возродившись через пять лет. В 1676 году в Нелже числилось 52 двора детей боярских и 2 двора церковных служителей.
Николаевская церковь была построена в 1734 году тщанием епископа Православной российской церкви Иоакимом. Была главной, приписной к Николаевской церкви являлась Троицкая церковь в селе Савицком. Перестроена в 1890—1900 годах.
В 1937 году церковь превратили в зернохранилище. Храм постепенно разрушался, до тех пор пока в начале 1990-х годов местные жители не решили заняться его восстановлением. Работы продолжаются по сей день.

## Современный статус
В настоящее время Николаевская церковь в с. Нелжа постановлением администрации Воронежской области N 850 от 14 августа 1995 г. является объектом исторического и культурного наследия областного значения.

## Фотографии

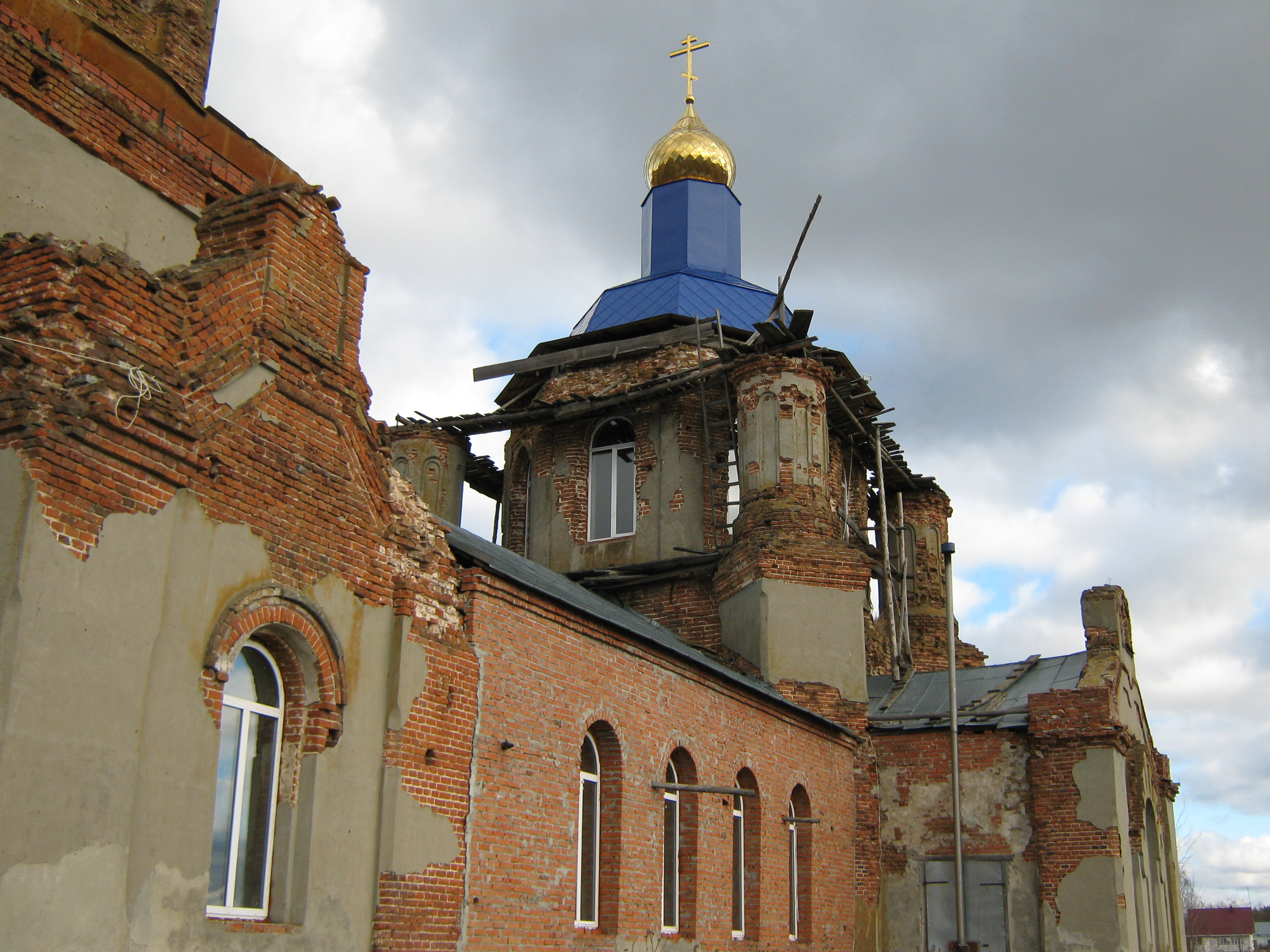
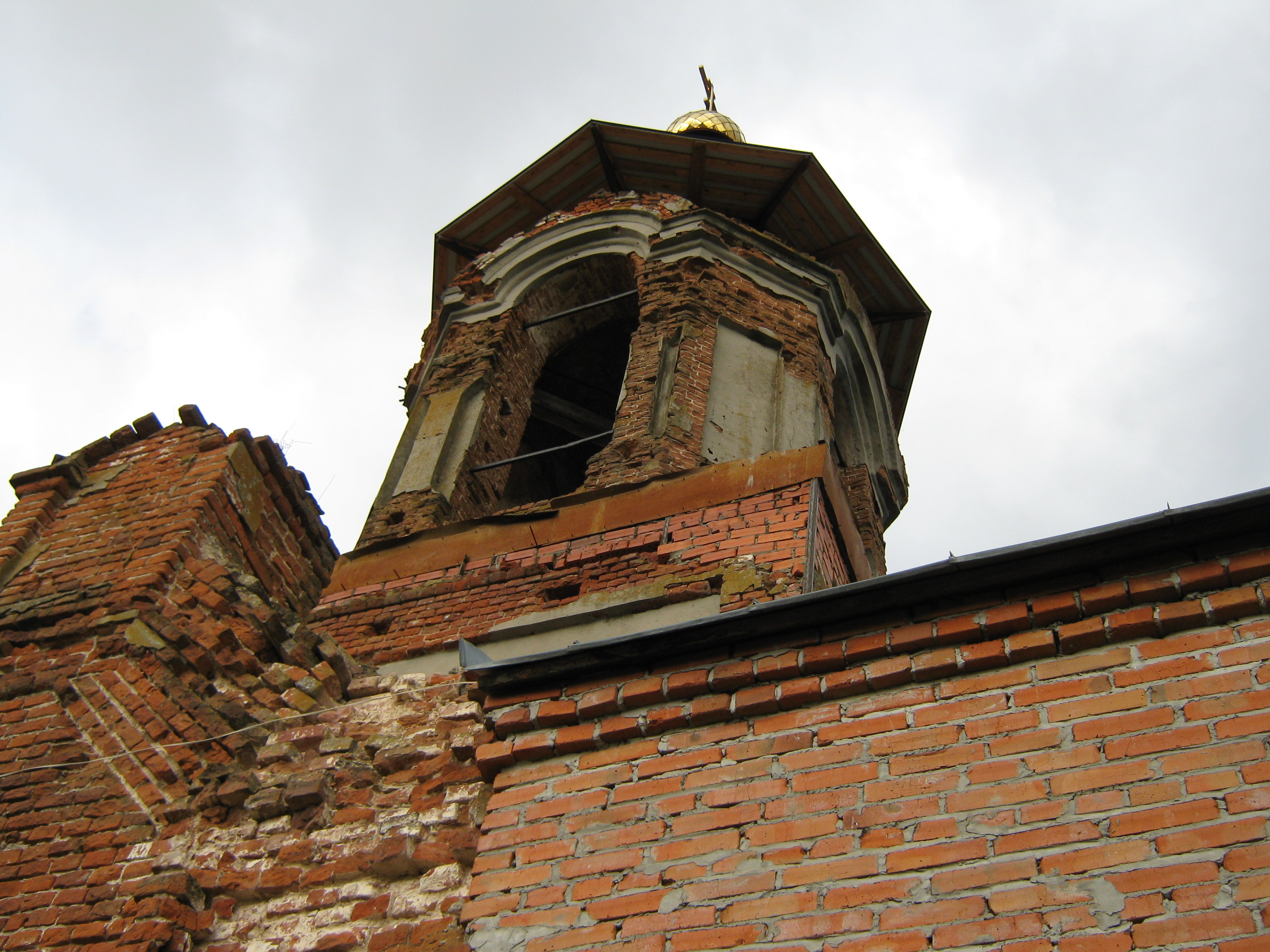